# Ерцево

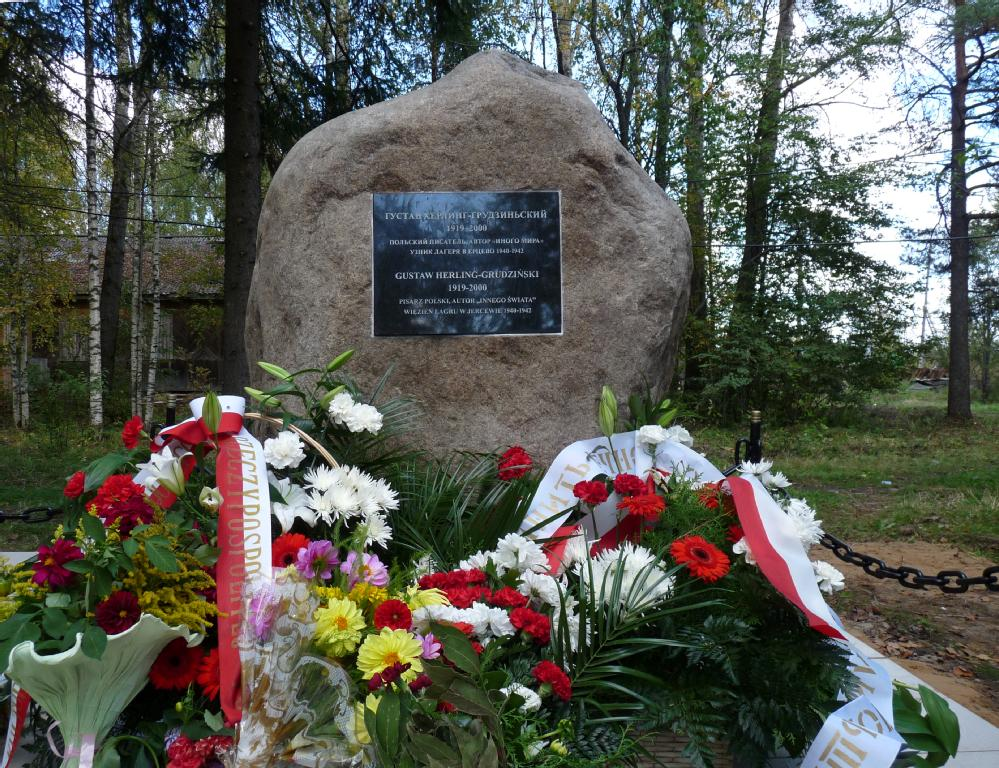

Е́рцево — посёлок в Коношском муниципальном районе Архангельской области. Административный центр сельского поселения МО «Ерцевское».

## География
Посёлок расположен в 25 км к югу от районного центра Коноша, вблизи границы с Вологодской областью.

## История
С конца XVII века к территория относилась Давыдовской волости с центром в деревне Заречье (Ивойловская) Вологодской губернии. До 1851 года волость была в составе Вельского уезда, а с 1851 по 1929 — в составе Кадниковский уезд.
В 1894 году предприниматель Савва Мамонтов и его акционерное общество «Общество Московско-Ярославско-Архангельской железной дороги» получило концессию на строительство узкоколейной железнодорожной линии от Вологды до Архангельска. К концу 1897 года линия Вологодско-Архангельской железной дороги была построена. Она прошла с юга на север через Давыдовскую волость, в границах которой на линии устроена станция Лухтонга. Первый сквозной поезд из Вологды в Архангельск проследовал 1 сентября 1897 года. В 1915 году Вологодско-Архангельская железная дорога была перешита на широкую колею.
В 1913 году волостным центром стала деревня Никольский Погост (Николаевско-Давыдовский Погост).
В 1928 году при Северной железной дороге был образован 4-й лесной участок топливно-лесного отдела (ТЛО). Лесоучастки ТЛО делились на конторы.
В 1929 году Вологодская губерния и все её уезды были упразднены, а их территория вошла в новый Северный край. Был создан Давыдовский сельсовет, относившийся к Коношскому району Няндомского округа. В декабре 1929 года ЭКОСО (Экономическое совещание РСФСР) приняло «Положение о советских лесных хозяйствах (лесхоз) и советских лесопромышленных хозяйствах (леспромхоз)».
С 25 февраля 1930 года в Коношский район по железной дороге начали привозить спецпереселенцев из числа раскулаченных. И привозили эшелонами по 1500—1800 человек на станцию Коноша. Спецпереселенцы стали дешёвой рабочей силой на лесозаготовках.
В начале 1930 года лесное хозяйство было объединено с лесной промышленностью в Союзлеспроме ВСНХ. По принятому первому пятилетнему плану развития народного хозяйства СССР на 1929—1932 годы требовалось значительно увеличить объем лесозаготовок. 3 сентября 1930 года для руководства лесной промышленностью и лесным хозяйством СССР было создано Всесоюзное объединение «Союзлеспром». Председателем «Союзлеспрома» был назначен А. П. Смирнов, его заместителями Ф. И. Локацков и Л. М. Громов.
В ноябре 1930 года был образован Коношский леспромхоз в составе треста «Севбелтранс». В июле 1931 года Коношский леспромхоз был включён в систему треста «Мосгортоп» по снабжению топливом (дровами) и лесоматериалами Москвы, Московского метрополитена и Северной железной дороги. Управляющим трестом был бывший начальник Соловецкого лагеря А. П. Ногтев.
В 1930—1931 годах в составе Давыдовского сельсовета образованы четыре: Глубоковский, Давыдовский, Перхинский, Глотихинский.
В 1932 году в СССР с целью развития лесной промышленности создан Народный комиссариат лесной промышленности Советского Союза (Наркомлес), которому были переданы леса промышленного назначения.

### Каргопольлаг
С начала 1930-х годов в СССР постоянно расширялась сеть исправительно-трудовых лагерей. 2 августа 1937 года приказом начальника УНКВД СССР по Северной области Б. А. Бака были образованы два лесозаготовительных исправительно-трудовой лагеря: Каргопольский (Каргопольлаг) с управлением в Каргополе и Кулойский (Кулoйлaг). Территорию Давыдовского сельсовета включили в зону освоения Каргопольского ИТЛ.
23 сентября 1937 года постановлением ЦИК СССР Северная область РСФСР была разделена на Вологодскую и Архангельскую области. Весь Коношский район вошёл в состав Архангельской области.
1 октября 1937 года на базе Коношского леспромхоза создали 5 отдельных предприятий, одно из которых — Ерцевский леспромхоз — было в том же году передано в управление Каргопольлага. Ерцевский леспромхоз стал одним из двух отделений Каргопольлага, получившим название Ерцевское. Отделение охватывало лесные массивы, прилегающие к с станции железнодорожной станции «Ерцево».
В 1938 году от станции «Ерцево» в западном направлении началось строительство железнодорожной линии.
По Всесоюзной переписи 1939 года в сельсовет Давыдовский входили населённые пункты: Аксёново, Алексеевская, Заречье, Захаровская, Казарма 672, станция Лухтонга, Матвеевская, Поповка, Углы.
В августе 1940 года управление Каргопольлага перевели на станцию «Ерцево», так как основной объём работ выполняли подразделения Ерцевского отделения..
С 1946 года Ерцевский лесхоз Каргопольлага МВД СССР, так как НКВД было преобразовано в МВД СССР.
Каргопольский исправительно-трудовой лагерь действовал по меньшей мере до 1 января 1960 года.

### Посёлок
13 октября 1960 года 5 сельских советов с населением 15 тысяч человек — Давыдовский, Перхинский, Глотихинский, Ковжинский, Кирюгский — были объединены в Ерцевский поселковый совет. В поселковый совет вошли более 50 деревень. Центром поселкового совета определили Ерцево, получившее статус посёлка городского типа. В 1961 году состоялись выборы в Ерцевский поселковый совет. Было избрано 75 народных депутатов.
Решением Архангельского облисполкома от 9 февраля 1963 года рабочий посёлок Ерцево упразднённого Коношского района вошёл в состав Няндомского промышленного района. В марте 1964 года в состав Няндомского промышленного района был включён Кирюгский сельсовет Кирилловского сельского района Вологодской области. 14 августа 1964 года Кирюгский сельский Совет был упразднён решением Архангельского облисполкома, а его территории была включена в состав Ерцевского поселкового Совета. Решением Архангельского облисполокома от 9 октября 1964 года рабочий посёлок Ерцево был передан в состав Коношского сельского района. Указом Президиума ВС РСФСР от 12 января 1965 года и решением Архангельского облисполкома от 18 января 1965 года Коношский сельский район был упразднён, рабочий посёлок Ерцево вошёл в состав вновь образованного Коношского района.
В 1992 году Ерцевский поселковый совет преобразован в муниципальное учреждение Ерцевская поселковая администрация.
В 2005 году Ерцево утратило статус посёлка городского типа.

## Население
| 1970 | 1979  | 1989  | 2002  | 2010  | 2012  |
| ---- | ----- | ----- | ----- | ----- | ----- |
| 5548 | ↘4933 | ↘4683 | ↘4013 | ↗4201 | ↘4187 |

## Транспорт
В посёлке имеется железнодорожная станция «Ерцево» Архангельского отделения Северной железной дороги. На станции останавливаются пригородные электропоезда Коноша — Вожега. Время движения пригородного электропоезда до станции «Коноша I» — 27 минут, до станции «Вожега» — 45 минут. Также останавливаются поезда дальнего следования Вологда — Мурманск, Москва — Архангельск, Москва — Воркута, Санкт-Петербург — Сыктывкар.
Посёлок Ерцево является начальным пунктом Ерцевской железной дороги.

## Известные люди, связанные с посёлком
- Абрамов, Валерий Александрович — советский легкоатлет, уроженец села
- Кабо, Владимир Рафаилович — советский и австралийский этнограф-австраловед, заключенный в 1950—1954 годах
- Тоот, Виктор Сигизмундович — советский художник, заключённый в первой половине 1940-х годов
- Фрид, Валерий Семёнович — советский и российский киносценарист, заключённый во второй половине 1940-х годов
- Херлинг-Грудзинский, Густав — польский писатель и журналист, заключённый в 1940—1942 годах
- Иоанн (Крестьянкин) — священнослужитель Руской Православной Церкви, архимандрит, старец и духовник, заключенный в 1950—1953 годах